# Bogovi vojne
Bogovi vojne je četrta knjiga iz serije knjig Imperator, avtorja Conna Igguldena. Serija knjig je zgodovinska fikcija, ki opisuje življenje Julija Cezarja.

## Zgodba
Knjiga opisuje zadnja leta življenja Julija Cezarja. Julij Cezar se po  zmagi nad Galci odpravi nazaj v Rim in se zaveda, da ga je diktator Pompej označil za sovražnika. Pompej zbeži v Grčijo in pusti Cezarju odprta vrata v Rim. Za guvernerja Rima postavi Marka Antonius, kar razjezi njegovega prijatelja Marka Bruta, ki se ga odloči izdati in oddide v Grčijo k Pompeju.